# Hästeryd
Hästeryd är en herrgård i Frinnaryds socken i Aneby kommun på östra sidan av sjön Ralången.
Hästeryd har tillhört släkten Bonde och kom från 1712 att ingå i Bordsjö fideikommiss. 1854 såldes det dock till Johan Anton Hernlund och hans son konstnären Ferdinand Hernlund växte upp här. Han var i sin konst ofta avbildat ängarna och planteringarna med bokar och lärkträd kring gården.